# Duitse militaire begraafplaats in Weisweiler
De Duitse militaire begraafplaats is een Duitse militaire begraafplaats in Weisweiler in Noordrijn-Westfalen. Weisweiler is een stadsdeel van Eschweiler.
Op de begraafplaats liggen 290 omgekomen Duitse, Sovjet-Russische, Nederlandse en een Turkse militairen uit de Tweede Wereldoorlog. Deze kwamen om tijdens de slag om het Hürtgenwald.